# Spilosmylus tjederi
Spilosmylus tjederi is een insect uit de familie watergaasvliegen (Osmylidae), die tot de orde netvleugeligen (Neuroptera) behoort. 
Spilosmylus tjederi is voor het eerst wetenschappelijk beschreven door New in 1989. De soort komt voor in Papoea.